# Abraxas disrupta
Abraxas disrupta là một loài bướm đêm thuộc họ Geometridae. Nó được Warren miêu tả năm 1894. Nó được tìm thấy ở Khasia Hills ở Ấn Độ.